# Fərid Mansurov
Farid Mansurov (in azero Fərid Mansurov; Dmanisi, 10 maggio 1982) è un ex lottatore azero, specializzato nella lotta greco-romana.

## Palmarès

### Olimpiadi
- 1 medaglia:
  - 1 oro (Atene 2004 nei 66 kg)

### Mondiali
- 3 medaglie:
  - 2 ori (Baku 2007 nei 66 kg; Herning 2009 nei 66 kg)
  - 1 argento (Teheran 2002 nei 66 kg)